# Cyanea purpurellifolia
Cyanea purpurellifolia là loài thực vật có hoa trong họ Hoa chuông. Loài này được (Rock) Lammers, Givnish & Sytsma mô tả khoa học đầu tiên năm 1993.